# Paco Godia
Francisco „Paco“ Godia Sales (* 21. März 1921 in Barcelona; † 28. November 1990 ebenda), auch „Chico“ Godia genannt, war ein spanischer Automobilrennfahrer.

## Karriere
Godia war ein reicher Geschäftsmann, der 1945 mit dem Motorsport begann. Zunächst startete er bei Sportwagenrennen; als Privatfahrer und teilweise als Mitglied des Maserati-Rennstalls bestritt er in den 1950er-Jahren Formel-1-Rennen. Seinen ersten Auftritt hatte er beim Großen Preis von Spanien 1951, wo er mit zehn Runden Rückstand Zehnter wurde. Seine beste Saison war die Saison 1956, als er mit zwei vierten Plätzen bei den GPs von Deutschland und Italien sechs Punkte holte und WM-Neunter wurde. Nach einem Unfall beim Großen Preis von Frankreich in der Saison 1958 beendete er seine Karriere.
Später wurde Godia Kunstsammler und gründete ein Museum in Barcelona, in dem neben Reminiszenzen an seine Rennkarriere auch Kunstobjekte zu sehen sind. Außerdem beteiligte sich Godia am Bau des Circuit de Catalunya, wo seit 1991 der Große Preis von Spanien ausgetragen wird. Godia starb 1990 im Alter von 69 Jahren.

## Statistik

### Statistik in der Automobil-Weltmeisterschaft

#### Gesamtübersicht
| Saison | Team                      | Chassis          | Motor           | Rennen | Siege | Zweiter | Dritter | Poles | schn. Rennrunden | Punkte | WM-Pos. |
| ------ | ------------------------- | ---------------- | --------------- | ------ | ----- | ------- | ------- | ----- | ---------------- | ------ | ------- |
| 1951   | Scuderia Milano           | Maserati 4CLT/50 | Milano 1.5 L4s  | 1      | −     | −       | −       | −     | −                | −      | NC      |
| 1954   | Officine Alfieri Maserati | Maserati 250F    | Maserati 2.5 L6 | 1      | −     | −       | −       | −     | −                | −      | NC      |
| 1956   | Officine Alfieri Maserati | Maserati 250F    | Maserati 2.5 L6 | 5      | −     | −       | −       | −     | −                | 6      | 9.      |
| 1957   | Officine Alfieri Maserati | Maserati 250F    | Maserati 2.5 L6 | 3      | −     | −       | −       | −     | −                | −      | NC      |
| 1958   | Francesco Godia Sales     | Maserati 250F    | Maserati 2.5 L6 | 3      | −     | −       | −       | −     | −                | −      | NC      |
| Gesamt | Gesamt                    | Gesamt           | Gesamt          | 13     | −     | −       | −       | −     | −                | 6      |         |

#### Einzelergebnisse
| Saison | 1   | 2 | 3   | 4   | 5   | 6   | 7  | 8 | 9 | 10 | 11 |
| ------ | --- | - | --- | --- | --- | --- | -- | - | - | -- | -- |
| 1951   |     |   |     |     |     |     |    |   |   |    |    |
|        |     |   |     |     |     |     | 10 |   |   |    |    |
| 1954   |     |   |     |     |     |     |    |   |   |    |    |
|        |     |   |     |     |     |     |    | 6 |   |    |    |
| 1956   |     |   |     |     |     |     |    |   |   |    |    |
|        |     |   | DNF | 7   | 8   | 4   | 4  |   |   |    |    |
| 1957   |     |   |     |     |     |     |    |   |   |    |    |
|        |     |   |     |     | DNF | DNF | 9  |   |   |    |    |
| 1958   |     |   |     |     |     |     |    |   |   |    |    |
| 8      | DNQ |   |     | DNF | DNF |     |    |   |   |    |    |

| Legende  | Legende            | Legende                                                          |
| Farbe    | Abkürzung          | Bedeutung                                                        |
| -------- | ------------------ | ---------------------------------------------------------------- |
| Gold     | –                  | Sieg                                                             |
| Silber   | –                  | 2. Platz                                                         |
| Bronze   | –                  | 3. Platz                                                         |
| Grün     | –                  | Platzierung in den Punkten                                       |
| Blau     | –                  | Klassifiziert außerhalb der Punkteränge                          |
| Violett  | DNF                | Rennen nicht beendet (did not finish)                            |
| Violett  | NC                 | nicht klassifiziert (not classified)                             |
| Rot      | DNQ                | nicht qualifiziert (did not qualify)                             |
| Rot      | DNPQ               | in Vorqualifikation gescheitert (did not pre-qualify)            |
| Schwarz  | DSQ                | disqualifiziert (disqualified)                                   |
| Weiß     | DNS                | nicht am Start (did not start)                                   |
| Weiß     | WD                 | zurückgezogen (withdrawn)                                        |
| Hellblau | PO                 | nur am Training teilgenommen (practiced only)                    |
| Hellblau | TD                 | Freitags-Testfahrer (test driver)                                |
| ohne     | DNP                | nicht am Training teilgenommen (did not practice)                |
| ohne     | INJ                | verletzt oder krank (injured)                                    |
| ohne     | EX                 | ausgeschlossen (excluded)                                        |
| ohne     | DNA                | nicht erschienen (did not arrive)                                |
| ohne     | C                  | Rennen abgesagt (cancelled)                                      |
| ohne     | keine WM-Teilnahme |                                                                  |
| sonstige | P/fett             | Pole-Position                                                    |
| sonstige | 1/2/3/4/5/6/7/8    | Punktplatzierung im Sprint-/Qualifikationsrennen                 |
| sonstige | SR/kursiv          | Schnellste Rennrunde                                             |
| sonstige | *                  | nicht im Ziel, aufgrund der zurückgelegten Distanz aber gewertet |
| sonstige | ()                 | Streichresultate                                                 |
| sonstige | unterstrichen      | Führender in der Gesamtwertung                                   |

### Le-Mans-Ergebnisse
| Jahr | Team            | Fahrzeug                 | Teamkollege    | Platzierung | Ausfallgrund |
| ---- | --------------- | ------------------------ | -------------- | ----------- | ------------ |
| 1949 | W.S. Watney     | Delage Type D 6-3 Litres | Louis Gérard   | Rang 4      |              |
| 1958 | Francisco Godia | Maserati 300S            | Joakim Bonnier | Ausfall     | Motorschaden |

### Einzelergebnisse in der Sportwagen-Weltmeisterschaft
| Saison | Team                           | Rennwagen     | 1   | 2   | 3   | 4   | 5   | 6   | 7   |
| ------ | ------------------------------ | ------------- | --- | --- | --- | --- | --- | --- | --- |
| 1956   | Maserati                       | Maserati 300S | BUA | SEB | MIM | NÜR | KRI |     |     |
| 1956   | Maserati                       | Maserati 300S |     | DNF |     |     |     |     |     |
| 1957   | Paco Godia                     | Maserati 300S | BUA | SEB | MIM | NÜR | LEM | KRI | CAR |
| 1957   | Paco Godia                     | Maserati 300S | 5   |     |     |     |     |     |     |
| 1958   | Scuderia Centro Sud Paco Godia | Maserati 300S | BUA | SEB | TAR | NÜR | LEM | RTT |     |
| 1958   | Scuderia Centro Sud Paco Godia | Maserati 300S | DNF |     |     |     | DNF |     |     |